# Prunus harae
Prunus harae är en rosväxtart som beskrevs av Hideaki Ohba och S.Akiyama. Prunus harae ingår i släktet prunusar, och familjen rosväxter. Inga underarter finns listade i Catalogue of Life.